# Kobie Coetsee
Hendrik Jacobus (Kobie) Coetsee, född 19 april 1931 i Ladybrand, död 29 juli 2000 i Bloemfontein, var en sydafrikansk jurist och politiker (nationalist). 
Coetsee föddes i en jordbrukarfamilj i Oranjefristaten och valdes 1968 till Sydafrikas underhus för en valkrets i västra Bloemfontein sedan innehavaren Jacobus Johannes Fouché tillträtt posten som statspresident. Sedan P W Botha bildat regering 1978 utsågs Coetsee till biträdande försvars- och underrättelseminister och två år senare till justitieminister med jurisdiktion även över fängelseväsendet och spelade således en betydande roll i förhandlingarna mellan Nelson Mandela och den sydafrikanska regeringen vilket kulminerade i Mandelas frigivning 1990. 1993 utsågs Coetsee av de Klerk till att leda även försvarsdepartementet. Han lämnade dessa två poster efter landets första allmänna val 1994, då ANC övertagit den dominerande rollen i regeringen, och valdes istället till talman för senaten, senare provinsrådet. Han lämnade denna post vid sin avgång 1997 och avled i en hjärtinfarkt kort därefter.